# アンネリー・エアハルト
アンネリー・エアハルト （Annelie Ehrhardt、1950年6月18日 - 2024年10月）は、東ドイツの元陸上競技選手。1972年ミュンヘンオリンピックで初めて行われた100mハードルに出場し、12秒59の記録で金メダルを獲得した。ザクセン＝アンハルト州ベルデ郡オールスレーベン出身。
エアハルトは、1972年ミュンヘンオリンピックの直前に12秒5（手動計時）の世界新記録を樹立。オリンピックで出した12秒59の記録も電気計時での世界新記録であった。翌1973年には手動計時では最後の世界記録となる12秒3の記録を出している。オリンピック以外にもヨーロッパ陸上選手権では1971年に銀メダル、1974年には12秒66の大会新記録で金メダルを獲得した。
訃報が2024年10月22日に発表された。74歳没。

## 自己ベスト
- 100mハードル - 12秒59 (1972年9月8日)

## 主な実績
| 年   | 大会                 | 場所                     | 種目         | 結果 | 記録   |
| ---- | -------------------- | ------------------------ | ------------ | ---- | ------ |
| 1971 | ヨーロッパ陸上選手権 | ヘルシンキ(フィンランド) | 100mハードル | 2位  | 12秒96 |
| 1972 | オリンピック         | ミュンヘン(西ドイツ)     | 100mハードル | 1位  | 12秒59 |
| 1974 | ヨーロッパ陸上選手権 | ローマ(イタリア)         | 100mハードル | 1位  | 12秒66 |